# Приволзький (Тверська область)
Приволзький (рос. Приволжский) — селище в Кімрському районі Тверської області Російської Федерації.
Населення становить 722 особи. Входить до складу муніципального утворення Приволзьке сільське поселення.

## Історія
Від 2005 року входить до складу муніципального утворення Приволзьке сільське поселення.

## Населення
| 1859 | 2002 | 2010 |
| ---- | ---- | ---- |
| 20   | ↗833 | ↘722 |